# Microcerculus philomela
Carriça-rouxinol-nortenha ou uirapuru-rouxinol (Microcerculus philomela) é uma espécie de ave da família Troglodytidae.
Pode ser encontrada nos seguintes países: Belize, Costa Rica, Guatemala, Honduras, México e Nicarágua.
Os seus habitats naturais são: florestas subtropicais ou tropicais húmidas de baixa altitude.